# 신동엽 VS 김상중 - 술이 더 해로운가, 담배가 더 해로운가
《신동엽 VS 김상중 - 술이 더 해로운가, 담배가 더 해로운가》는 대한민국의 SBS에 2019년 9월 14일부터 9월 15일까지 방송된 추석 특집 교양 프로그램이다.

## 기획 의도
애주가 신동엽과 애연가 김상중의 논리 대결 프로그램이다.

## 출연진
- 신동엽 (희극인)
- 김상중

## 같이 보기
관련 항목
- 건강
- 니코틴
- 알코올

방송 프로그램
- 술과 담배 스트레스에 관한 첨단 보고서 (KBS, 1999년)